# Club Tennis Lleida
El Club Tennis Lleida és un club de tennis català de la ciutat de Lleida. Va ser fundat l'any 1925, però les seves arrels daten del 1918, quan a les instal·lacions de la Joventut Republicana, el Camp d'Esports de Lleida, es crearen diverses pistes de tennis. El 1962 es traslladà als terrenys del Camí de Boixadors, actual seu del club. Ha estat seu de dues eliminatòries de la Copa Davis els anys 1971 i 1999. El club disposa, entre d'altres, de 13 pistes de tennis, 10 de pàdel, 1 d'esquaix, 1 frontó i tres piscines.